# Spirál

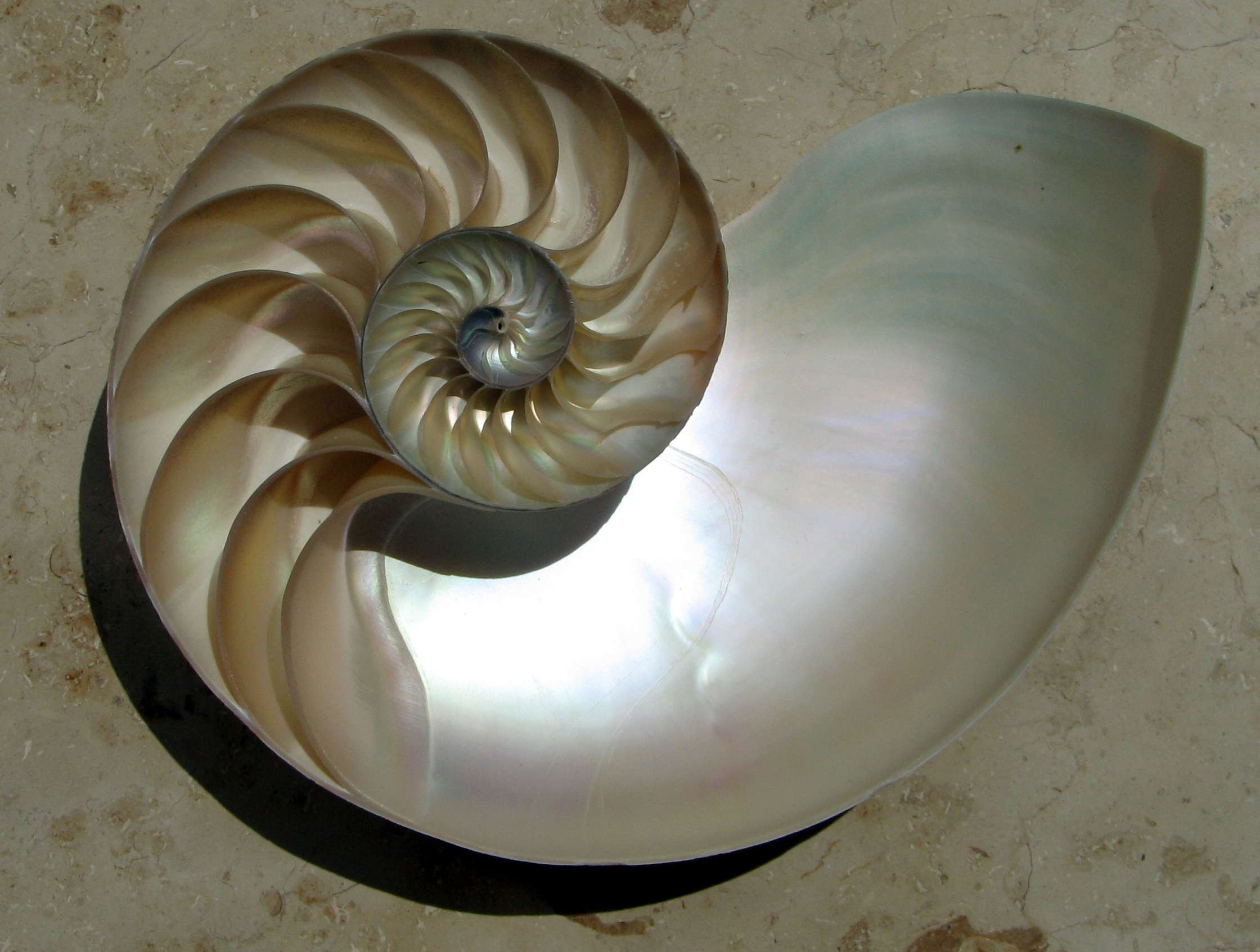
A nautilusz kamrái

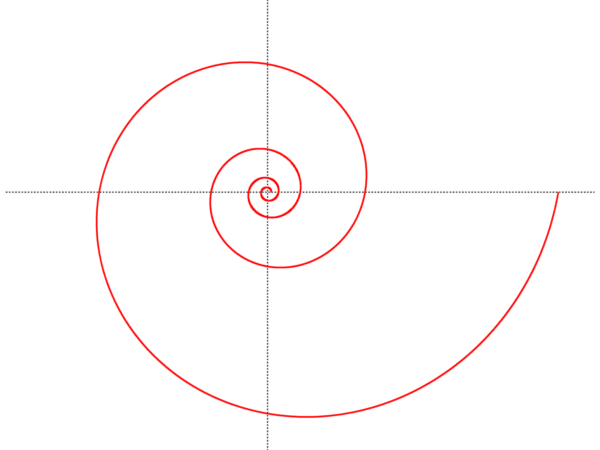
Logaritmikus spirál

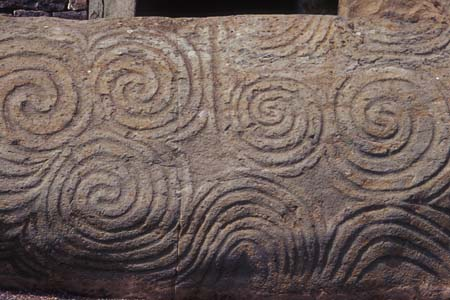
Newgrange

Fermat spirálja

A spirál egy jellegzetes alakzat neve, amely előfordul a természetben, a tudományban és az ember által készített tárgyak világában. Gyakran használják spirál emblémaként, illetve nem spirál(is) lényegű tárgyak elnevezésére is.
A spirál síkban a csigavonal sémája, egy görbe, míg a térben a csavar vagy tekercs mintázza. Spirális alakú a spirálködnek nevezett távoli tejútrendszer. Leggyakrabban csigalépcsőként lehet találkozni vele például fényképen.
A spirál azonban igen alkalmas megjelenítési (vizualizáció) forma periodikus adatsorok interaktív ábrázolására is.
Vannak, akik már programozásban, a szoftverfejlesztésben és beszerzésben is szívesebben használják ezt a formát a lineárissal szemben.
A természetben igen sok spirális forma létezik, mind a Földön, mind az űrben. Spirális vagy csigavonal fizikai alakzatot követ a DNS vagy egyes csigafélék (Mollusca) háza és a Strombus fajú gastropodé, valamint a chambered nautilus-é. Előfordul a szél formációi között, beleértve a hurrikánokat és a tornádókat. Jelen van a levegőben és a lángban, ezeknek az alakzatoknak a neve az örvény vagy dugóhúzó (vortex és whirl). A levegőben lehulló tárgyak esési pályája is ezt a görbét követi, a falevéltől a repülőgépig. Az emberi testben a szív biolelektromos impulzusainak spirális mintája alapján vernek a szív kamrái spirális  pulzáló ritmussal. A neuron impulzusokból álló agyhullámok is úgy tűnik, spirális görbét követve haladnak neuronokon és a gerincvelőn át. Bizonyíték van arra is, hogy a szülés alatt a vajúdási görcsök bioelektromos spirál mozgást mutatnak. Végül az egész látható és nem látható univerzumban mindenhol, a galaxisokban, a fekete lyukak körüli egyre növekvő korongokban, a összetömörülő csillagközi felhőkben és az anyag és az energia sok egyéb formájában fellelhetők a spirálok.
Még az emberi embrió is spirál alakú, amely forma optimális, és nagyban védi a magzatot a külső hatásoktól.

## A spirál(is) minta
A síknak egybevágó alakzatokkal való lefedése (például járólapozás, csempézés), amelyeknek saját matematikai ága is van, nemcsak ilyen szigorú monoton módon történhet, hanem hasonló alakzatokkal is. Az egyik ilyen lehetséges kirakási forma a spirál. Sematikus megvalósítását lásd:

## Örvény spirál

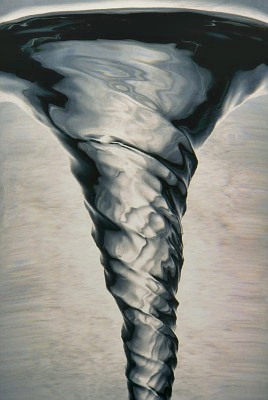
Vízörvény egy lefolyó felett

Áramló közegek és akadályok találkozásánál változatos, forgó áramlási mintázatok alakulhatnak ki. A legismertebb a trombita-tölcsér forma, de hordó, és görbült tengelyű formák is létrejöhetnek. Folyadék esetében örvénynek nevezzük az áramló folyadéknak lefelé szívó hatású gyors, forgó mozgását, illetve az ilyen mozgásban levő vizet (vízörvény). Levegő esetében az áramlás során a két felület között a súrlódás miatt keletkező ritkított levegőréteget légörvénynek nevezzük, pl. tornádó.
De előfordul, hogy más mozgó dolog, például láng is spirális alakot ölt például itt:

## A csavarvonal
A spirál alakja lehet hengerpalástra helyezhető térgörbe: csavarvonal, más néven hélix. Egy paláston körben forgás közben, a tengellyel párhuzamosan egy irányban haladó, így a palást mentén balra vagy jobbra emelkedő. Van ilyen alakú antenna, növény stb.

## A kettős spirál
Olyan alakzat, amikor nem egy vonal, hanem két vonal tekereg egy forgástest körül. A kettős spirál név James D. Watson felfedezéséhez fűződik, aki a DNS szerkezetét jellemezte ezzel a kifejezéssel. Ezért a felfedezésért kémiai Nobel-díjat kapott.